# IC 1598
IC 1598 је спирална галаксија у сазвјежђу Рибе која се налази на листи објеката дубоког неба у Индекс каталогу.
Деклинација објекта је + 5° 46' 27" а ректасцензија 0h 54m 41,7s. Привидна величина (магнитуда) објекта IC 1598 износи 14,1 а фотографска магнитуда 15,0. IC 1598 је још познат и под ознакама UGC 553, MCG 1-3-7, MK 962, CGCG 410-16, NPM1G +05.0035, PGC 3217.